# Charles Ansbacher

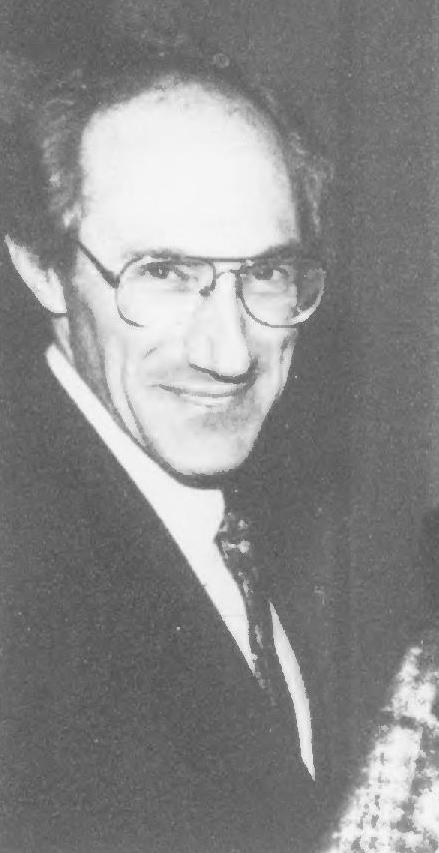
Charles Ansbacher, vor 1997

Charles Ansbacher (* 5. Oktober 1942 in Providence, Rhode Island, USA; † 12. September 2010 in Cambridge, Massachusetts, USA) war ein US-amerikanischer Dirigent.

## Leben
Ansbacher war der Sohn des bekannten Psychologenpaares Heinz Ludwig Ansbacher und Rowena Ripin Ansbacher. Seine musikalische Ausbildung erhielt er durch Cello-Unterricht in seiner Kindheit. In seiner Jugend dirigierte er das High-School-Orchester in Burlington (Vermont) bei der Aufführung eines Werkes von Gustav Mahler. Seine Eltern ließen ihn darauf Kurse im Greenwood Music Camp und in Tanglewood besuchen.  Er absolvierte zunächst ein Studium der Physik an der Brown University (1965) und der University of Cincinnati (M.M. 1968, D.M.A. 1979). Am Mozarteum Salzburg studierte er Dirigieren.
Ansbacher war von 1970 bis 1989 Dirigent und musikalischer Leiter des Colorado Springs Symphony Orchestra.
Mitte der 1990er-Jahre lebte Ansbacher in Wien, wo er mehrfach an der Wiener Staatsoper dirigierte sowie mit dem Wiener Kammerorchester und dem Tiroler Symphonieorchester Innsbruck auftrat. Er dirigierte auch das Philharmonische Orchester Sarajevo in ihren Auftritten in Österreich, darunter im Großen Festspielhaus Salzburg und in der Wiener Stadthalle. Besondere Aufmerksamkeit widmete er osteuropäischen Ländern im Umbruch, wo er verschiedene Orchester dirigierte und den kulturellen Austausch förderte. So brachte er nicht nur die Philharmonie Sarajevo nach Österreich und Italien, sondern auch führende Mitglieder des Chicago Symphony Orchestra mit dem kroatischen Pianisten Ivo Pogorelich zusammen, um die Eröffnung des kroatischen Konsulates in Chicago zu gestalten.
Ansbacher war ernannter Dirigent von Orchestern in Boston, Moskau, Bischkek und Sarajevo. Zu seinen berühmtesten Aufführungen zählte ein Brahms-Programm am Sanders-Theater der Harvard University, Beethovens 9. Sinfonie mit dem Tanglewood Festival Chorus, sowie die Aufführung desselben Werks in Belgrad mit amerikanischen und russischen Solisten.
Kurz nach seiner Übersiedlung von Colorado nach Massachusetts war Ansbacher 1998 bis 1999  "Visiting Scholar" im Harvard Music Department.
Im Jahre 2000 gründete er das Boston Landmarks Orchestra, welches eintrittsfreie klassische Musikkonzerte an verschiedenen Orten im Großraum Boston gab. Er dirigierte auch das allererste Sinfoniekonzert im Stadion Fenway Park in Boston. Am 1. September 2010 wurde Ansbacher zum Ehrendirigenten dieses Orchesters ernannt.
Er dirigierte auch die Welturaufführung eines musikalischen Mandela-Portraits in Johannesburg, ehe es 2004 in den USA aufgeführt wurde.
Im Dezember 2005 leitete er das Jerusalem Symphony Orchestra in einer Aufführung mit dem palästinensischen Solisten Saleem Abboud Ashkar. 2008 war er der erste US-amerikanische Dirigent, der das libanesische Symphonieorchester dirigierte. In Hanoi war er der erste Amerikaner, der das vietnamesische Nationalorchester leiten durfte.
Präsident Bill Clinton nannte Ansbacher “den inoffiziellen US-Botschafter der Musik.”

## Politisches Engagement
Ansbacher engagierte sich auch gesellschaftlich. Er war als White House Fellow Vizevorsitzender der Task Force on the Use of Design, Art, and Architecture in Transportation des US-amerikanischen Verkehrsministeriums. durch sein Interesse an Gestaltung und Architektur wurde Ansbacher von Bürgermeister Federico Peña zum Mitglied des Blue Ribbon Committees für die Gestaltung des neuen Denver International Airport ernannt. Danach blieb er als Vorsitzender des Colorado Council on the Arts and Humanities, zu dem er von Gouverneur Roy Romer bestellt wurde, in der Politik.

## Familie
Ansbacher war ab 1985 verheiratet mit Swanee Hunt, die von 1993 bis 1997 US-Botschafterin in Wien war. Charles Ansbacher brachte seinen 1970 geborenen Sohn und späteren Filmemacher Henry Ansbacher mit in die Ehe, Swanee Hunt ihre Tochter Lillian Shuff (* 1982). Gemeinsam bekamen sie Theodore Ansbacher-Hunt.